# Dorji Namgyal
Dorji Namgyal foi um Desi Druk do Reino do Butão, reinou de 1831 até 1832. Foi antecedido no trono por Choki Gyaltshen, tendo-lhe seguido Adap Thrinley.